# Hof Bladelin
Le Hof Bladelin est un palais situé sur la Naaldenstraat (nl) à Bruges. Construit en 1435 sur ordre de Pieter Bladelin (en), il devient à partir de 1466 une succursale bancaire de la puissante famille florentine des Médicis.

## Historique
Pieter Bladelin (en) était conseiller de Philippe le Bon et trésorier de l'Ordre de la Toison d'or. Il était l'une des personnes les plus riches des Pays-Bas bourguignons et en 1448, lui et sa femme Margaretha van den Vagheviere se sont lancés dans un projet ambitieux pour fonder une nouvelle ville, Middelbourg, sur des terres récupérées au nord-est de Bruges. Cette année-là, Bladelin y construisit un château et à peine six ans plus tard, la ville était achevée. Déjà en 1451, il est allé vivre là-bas. Bladelin fit réaliser par Rogier van der Weyden un magnifique retable d'autel pour son église de Middelburg : le triptyque de Bladelin.

Le Triptyque Bladelin, par Rogier van der Weyden (1445-1450), à la Gemäldegalerie de Berlin.

La maison de Bladelin à Bruges est devenue la propriété des Médicis de Florence en 1472, qui ont laissé le bâtiment aux mains de Tommaso Portinari pour en faire une succursale bancaire. Tommaso était un véritable amateur d'art et fit réaliser un retable d'autel par Hugo van der Goes : le triptyque Portinari.
En 1497, il fut vendu à Jacques de Luxembourg, seigneur de Fiennes. En 1530, il devient la propriété de sa sœur, Françoise de Fiennes, veuve de Jean IV d'Egmont. Leur fils était Lamoral d'Egmont, prince de Gavre, décapité en 1568 sous le duc d'Alba. Son fils, Philippe d'Egmont, est resté propriétaire du Hof Bladelin jusqu'à sa mort en 1590.
En 1617, Jean de le Flye de la Gaugerie en devient propriétaire, qui le cède aux carmélites. Les sœurs l'achetèrent en 1633. À partir de 1681, les propriétaires successifs furent Pierre de Southieu, Pieter du Chambge et encore la famille de le Flye, qui compléta l'édifice d'une quatrième aile et resta propriétaire jusqu'en 1787. Il devint alors la propriété de Jean-Albert de Buisseret, gouverneur de Flandre, qui possédait également la Maison de Miraumont adjacente sur la Sint-Jakobsstraat (nl). Il l'a légué à son cousin Hendrik Ysenbrandt-Lybaert.
Dès 1816, Ysembrandt loue les propriétés Bladelin-Miraumont à son ami le prêtre Léon de Foere et en 1829 il les lui revend. De Foere a créé une école de dentelle, la Foersche schole, pour les jeunes filles nécessiteuses (dont les parents étaient soutenus par le Bureau de la Bienveillance) et a fondé la Congrégation du Couvent de Notre-Dame de l'Ascension. Après la mort de De Foere, la propriété, par l'intermédiaire de son frère le Dr De Foere, passa entre les mains de la congrégation monastique, qui resta propriétaire pendant un siècle et demi, d'abord comme école de dentelle, plus tard comme maison de retraite.
Dans la seconde moitié du xxe siècle, la congrégation a fusionné avec les Sœurs de Notre-Dame des Sept Douleurs (nl), une congrégation flamande occidentale avec sa maison principale à Ruiselede. L'ensemble comprenait la chapelle, un musée et des résidences-services. L'évêque Émile-Joseph De Smedt passa les dernières années de sa vie dans une maison de la Naaldenstraat qui appartenait au complexe Bladelin.

## Description

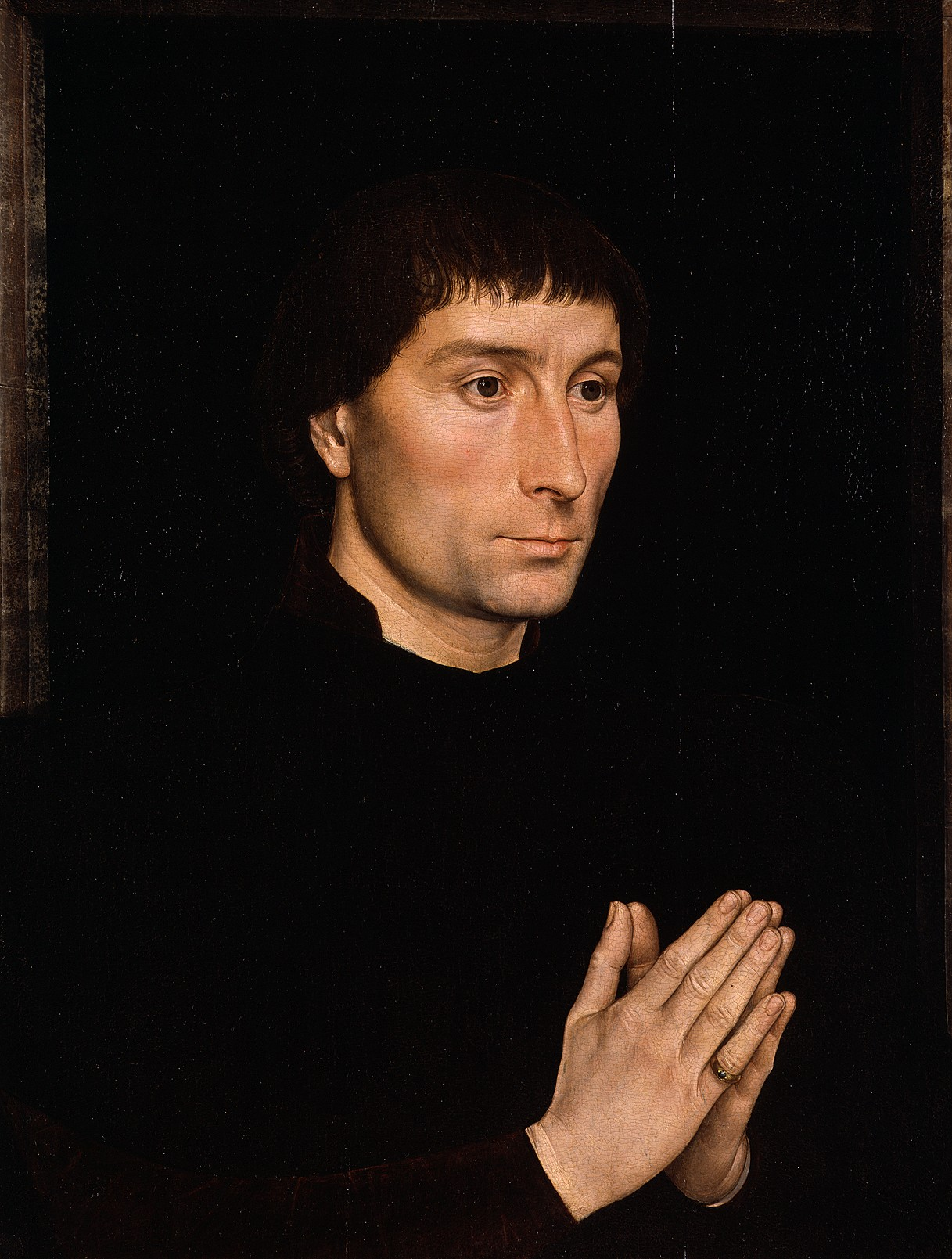
Portrait de Tommaso Portinari, issu du diptyque de Tommaso Portinari et de sa femme par Hans Memling, autrefois accroché au Hof Bladelin, désormais au MET de New York.

### Extérieur
Dès l'entrée du bâtiment, Hof Bladelin transporte immédiatement le visiteur dans l'atmosphère de la Bruges bourguignonne du xve siècle : une cour fermée et pavée aux haies de buis géométriques. La première chose que vous remarquez est la majestueuse tour gothique : un témoignage clair de la richesse du client. À côté de la tour se trouve l'entrée principale du palais. Voici une arcade avec deux corbeaux sculptés sur lesquels reposent les nervures. Ils sont décorés de scènes faisant allusion aux fonctions de Bladelin ; l'une montre une femme et un chien, tous deux symboles de fidélité, l'autre montre la curieuse histoire de saint Alphège de Cantorbéry. Alphège, qui avait été kidnappé par les Normands en 1011, refusa de payer la rançon exigée par ses ravisseurs, car cela aurait épuisé les fonds pour les pauvres. Il a finalement été tué par les Normands, qui l'ont bombardé d'os d'animaux lors d'une orgie en 1012.

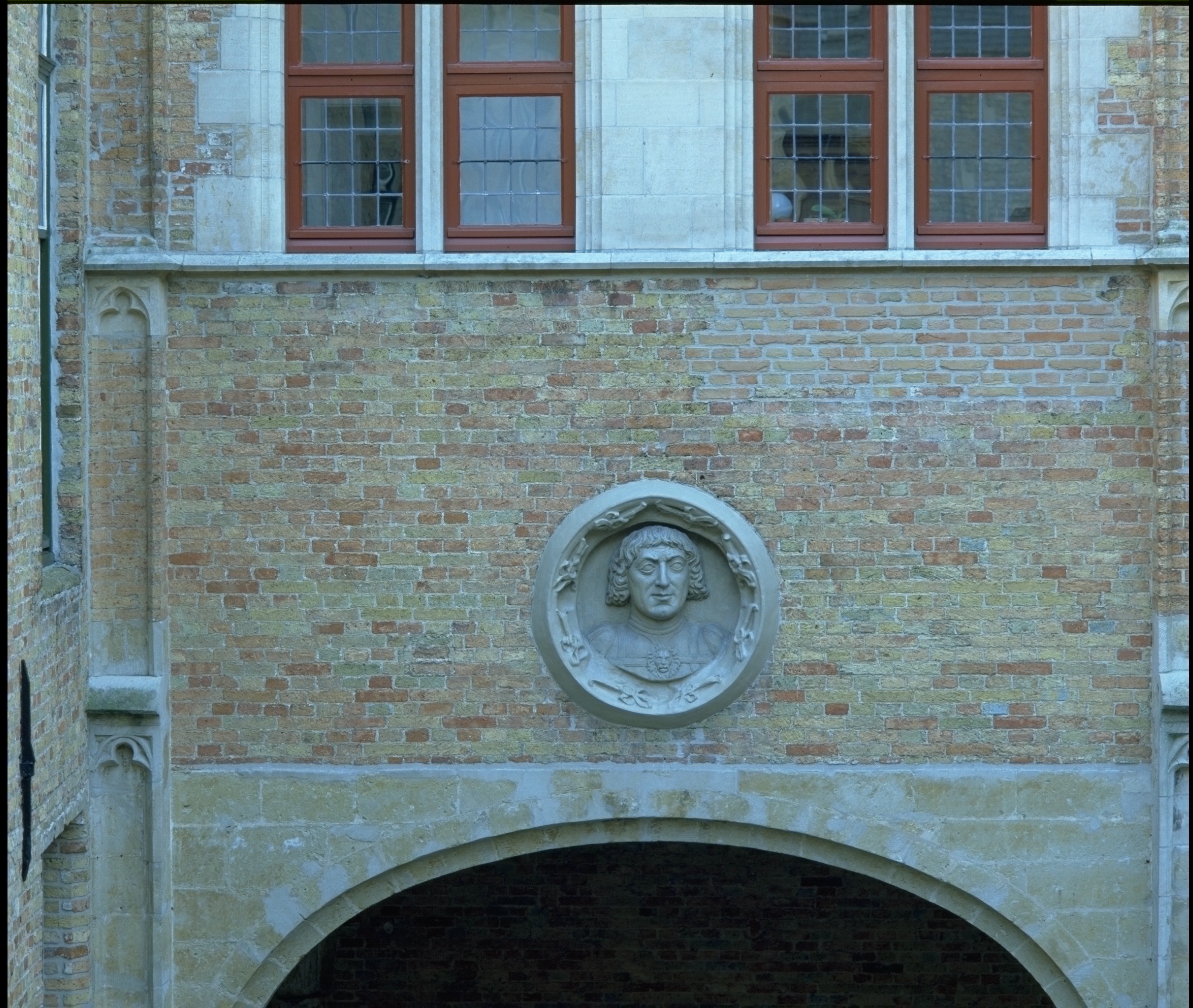
Médaillon représentant Laurent de Médicis, dans la cour du Hof Bladelin.

En 1469, Tommaso Portinari, alors directeur de banque, plaça deux médaillons sur la façade de la guérite avec les portraits de Laurent de Médicis et de Clarisse Orsini, à l'occasion de leur mariage. En tant que premiers exemples d'œuvres d'art de la Renaissance, elles revêtent une importance exceptionnelle pour Bruges. À l'origine, ces médaillons étaient polychromés : les têtes étaient brun foncé sur fond bleu azur (tout le palais était d'ailleurs de couleur jaune ocre). Les médaillons sont également entourés de huit fois l'emblème des Médicis : l'anneau et trois plumes de paon.

### Intérieur
Les deux salles historiques contiennent des clés de poutre portant les armoiries de Philippe le Bon et d'Isabelle du Portugal, et les murs de la salle romaine sont couverts de peintures maniéristes du xvie siècle, répliques des Stanze de Raphaël au Vatican.
La chapelle classique tardive de Notre-Dame de l'Ascension a été construite en 1832 selon un projet de l'architecte Franciscus Cools sur une partie du Naaldenmarkt. L'inspiration pour cet édifice religieux est l'église romaine de Sainte-Agnès-hors-les-murs. Il s'agit d'un bâtiment en brique sous un toit à pignon en ardoise avec un petit avant-toit et des fenêtres en plein cintre avec une armure de fer dans les murs latéraux non décorés. L'église à trois nefs est longue de six travées, avec superposition de colonnes marbrées d'ordre dorique et ionique.
La voûte en berceau à caissons présente un décor floral et une galerie à balustrade en laiton conçue par Georges Dumery, petit-fils de Joris Dumery. Dans l'abside, des grisailles de Joseph Paelinck (1834) représentent Charité, Foi, Espérance, Amour et Religion. Les deux anges sculptés de Laurent Delvaux proviennent de la chapelle de la cour de Charles de Lorraine. Au sommet se trouve une statue de Notre-Dame du xviiie siècle par Pieter Pepers (nl). Le pupitre d'orgue à colonnes corinthiennes porte un orgue Hooghuys (nl). Les vitraux de 1904 sont de Jules Dobbelaere.
Le Hof Bladelin renferme également L'Adoration des bergers, une huile sur bois attribuée au peintre brugeois Jacob Van Oost, provenant du monastère des sœurs apostoliques de Bruges.

## Sources
- Raymond DE ROOVER, Oprichting en liquidatie van het Brugse filiaal van het huis de Medici, Bruxelles, 1953.
- Jan ROTSAERT, Van Herenhuis tot Spellewerkschool. Het Hof Bladelin, in: Brugs Ommeland, 1971.
- Luc DEVLIEGHER, De huizen te Brugge, Bruges, 1975.
- Patrick DEVOS, Luc CONSTANDT & Jan ESTHER, Brugge, Herwonnen schoonheid, Tien jaar monumentenzorg te Brugge, 1975.
- Luc CONSTANDT (ed.), Stenen herleven, 111 jaar "Kunstige Herstellingen in Brugge, 1877-1988, Bruges, 1988.
- M. GOOSSENS, Het Hof Bladelin en zijn negentiende-eeuwse restauraties, in: Biekorf, 1988.
- Gabriëlle CLAEYS, Het Hof Bladelin te Brugge, Bruges, 1988.
- M. BUYLE, Florentijse Renaissance-Prinsen in het 15de-eeuwse Brugge. De conservering van de stenen portretbustes van Lorenzo de Medici en Clarice Orsini in het Hof van Bladelin, in M&L, 1989.
- Brigitte BEERNAERT e.a., Naaldenstraat 19, Hof Bladelin, in: 15de-eeuwse architectuur in de binnenstad, Open monumentendag, Bruges, 1992.
- Brigitte BEERNAERT e.a;, Naaldenstraat 19, Hof Bladelin, in: Via Europa, reisverhalen in steen, Open monumentendag, Bruges, 1999.
- Danny GOETHALS, Hof Bladelin, in: Brugge 2018. Open monumentendagen, Bruges, 2018.
- Brigitte BEERNAERT e. a., « Boomgaardstraat 13, Hotel Walburg », in: Monument en Tijd, Open monumentendagen Brugge 2000, Brugge, 2000.